# 아키타현 내륙 남부 지진
아키타현 내륙 남부 지진(일본어: 秋田県内陸南部地震)은 2017년 9월 8일 22시 23분 18.1초(JST)에 일본 아키타현 내륙 남부에서 일어난 지진이다. 진앙은 북위 39° 30.0′  동경 140° 25.1′  / 북위 39.5000°  동경 140.4183° , 진원 깊이는 9km, 지진 규모는 M5.2. 아키타현 다이센시에서 진도5강(일본 기상청 진도 계급)을 관측하였다. 본 지진은 2011년 도호쿠 지방 태평양 해역 지진의 유발지진이다.

## 진도
| 진도 | 도도부현 | 시구정촌                                                                             |
| ---- | -------- | ------------------------------------------------------------------------------------ |
| 5강  | 아키타현 | 다이센시                                                                             |
| 4    | 아키타현 | 센보쿠시                                                                             |
| 3    | 이와테현 | 야하바정 하나마키시                                                                  |
| 3    | 아키타현 | 요코테시 유자와시 미사토정 우고정 미타네정 고조메정 아키타시 유리혼조시 기타아키타시 |

## 피해
- 건물 일부붕괴 4채[4][5]

## 같이 보기
- 2017년 지진